# L'Italien des Roses
Pour plus de détails, voir Fiche technique et Distribution.
L'Italien des Roses est le premier long métrage écrit et réalisé en 1972 par Charles Matton.

## Synopsis
Parti d'un fait-divers réel, le film raconte la soirée d'un jeune homme surnommé l'Italien (Richard Bohringer, dont c'est le premier grand rôle au cinéma). Ce dernier est monté au sommet d'un immeuble de la cité des Roses, au bord du vide.
En parallèle, une noce est célébrée non loin de là. 
Les flash-backs conduisent le spectateur à travers cette journée et montrent l'histoire d'amour de ce jeune homme avec une jeune femme jouée par "Poussine" (Isabelle Mercanton).
Cependant, une foule s'amasse au pied de l'immeuble, bientôt rejointe par toute la noce. Le temps passant, les badauds qui, au départ, tentaient de dissuader le jeune homme de sauter, se mettent peu à peu à souhaiter puis à l'inciter violemment à en finir.

## Fiche technique
- Réalisation et scénario : Charles Matton
- Directeur de la photographie : Jean-Jacques Flori
- Musique : José Bartel
- Date de sortie : 16 mai 1973

## Distribution
- Richard Bohringer : Raymond, dit l'Italien
- Isabelle Mercanton, dite "Poussine" : Lola
- Chantal Darget : Paule
- Pierre Santini : le Drôle
- Cécile Vassort : la Mariée
- François Brincourt : le Marié
- Christian Chevreuse : le Téléspectateur
- Francine Roussel : le Petite amie
- Janine Souchon : la Tante
- Serge Clément : un Invité

## Distinctions
- Primio di Selezione, festival de Venise, Semaine de la Critique, 1972
- Grand prix Perspectives du festival de Cannes, 1973